# Янгечавож
Янгечавож (Янгечависка) — река в России, протекает в Ненецком автономном округе. Устье реки находится в 34 км по правому берегу реки Лаявож. Длина реки составляет 44 км. В 11 км от устья, по левому берегу реки впадает река Хойкавож.

## Данные водного реестра
По данным государственного водного реестра России относится к Двинско-Печорскому бассейновому округу, водохозяйственный участок реки — Печора от впадения реки Уса до водомерного поста Усть-Цильма, речной подбассейн реки — Печора ниже впадения Усы. Речной бассейн реки — Печора.
Код объекта в государственном водном реестре — 03050300112103000073461.